# Sokołowice (województwo wielkopolskie)
Sokołowice (pol. hist. Sokołowo) – wieś w Polsce położona w województwie wielkopolskim, w powiecie wolsztyńskim, w gminie Przemęt.

## Położenie
Wieś leży na skraju Przemęckiego Parku Krajobrazowego, w dolinie strumienia o nazwie Żeleźnica.

## Historia
Miejscowość pierwotnie związana była z Wielkopolską. Ma metrykę średniowieczną i istnieje co najmniej od pierwszej połowy XIII wieku. Wymieniona w dokumencie zapisanym po łacinie z 1393 pod nazwą Sokolouo, 1416 Sokolowo, 1417 Szocolowo, Szokolowo, 1418 Socolowo.
Wieś należała początkowo do Opola przemęckiego reliktu lokalnej wspólnoty rodowo-terytorialnej, która w średniowieczu stała się podokręgiem kasztealnii. W 1417 odnotowano ją w granicach opola z siedzibą w Przemęcie. W 1463  miejscowość należała do powiatu kościańskiego Korony Królestwa Polskiego. W 1510 należała do parafii Charbielin.
W XIV wieku miejscowość była wsią szlachecką o mieszanej własności. W 1393 odnotowano proces sądowy pomiędzy Pawłem mieszczaninem kościańskim, a Otą dowodzącym, że od 3 lat był w posiadaniu majątku we wsi. W 1416 Niczek Unrow z Sokołowic pozwał Macieja Grąbiewskiego o 3 sztuki bydła. W 1417 opole przemęckie, a w tym Sokołowice, miało zapłacić karę Przybysławowi Gryżyńskiemu z powodu niesłusznego pozwu. W latach 1423–1445 odnotowany został wicechorąży poznański Wincenty Sokołowski, który od nazwy wsi przyjął swoje odmiejscowe nazwisko. W 1423 Gunter Trach zaprzysiągł przed sądem, że z powodu niezapłacenia przez Wincentego pieniędzy poniósł 20 grzywien straty. W latach 1424–1425 Wincenty toczył także proces z Andrzejem pisarzem z Kościana o 12 grzywien poręki.
Archiwalne dokumenty odnotowały także zwykłych mieszkańców wsi. W 1418 Jakuba Kuchno Kochnowicza poddanego w Sokołowicach, który toczył proces sądowy z Niklem Sikorzyńskim oskarżającego go o fizyczny atak na miejscowego kapłana. W 1429 wspomniany został miejscowy kmieć Mikołaj. W 1591 odnotowano także włodarza Szołdrę, kmieci Pawła, Jakieła, Szczepana, Bortela, Włostka i Starostę, zagrodników Jakuba Grabarza, Macieja Kominka, Hanusa Krawca, Jadama i Tomina, ogrodnika oraz kowala Nycieka.
W latach 1426–1448 w kilku procesach sądowych odnotowano właściciela we wsi Mikołaja Sokołowskiego. W latach 1432–1452 jako właściciel odnotowny został Zygmunt Sokołowski, który w 1446 zapisał swojej żonie Elżbiecie po 100 grzywien posagu oraz wiana na połowie Chomęcic. W latach 1438–1450 właścicielem we wsi był Jan Sokołowski. W 1463 Mikołaj Sokołowski syn Zygmunta zapisał żonie Annie po 110 grzywien posagu oraz wiana na połowie Sokołowic. W 1471 kupił on od Mikołaja Grąbiewskiego połowę Sokołowic, którą Grąbiewski kupił wcześniej od Zygmunta Sokołowskiego za 300 grzywien. W 1496 Mikołaj Sokołowski sprzedał z zastrzeżeniem prawa odkupu Mikołajowi oraz Janowi Szołdrskim 2,5 łana opuszczonego w Sokołowicach.
W 1463 Zygmunt Sokołowski syn Zygmunta zapisał swojej żonie Małgorzacie po 50 grzywien posagu oraz wiana na 0,5 połowy Sokołowic należnej sobie z działów z braćmi oraz na połowie dworu obronnego (łac. fortalicjum) znajdującego się we wsi. W 1467 Zygmunt sprzedał Mikołajowi Grąbiewskiemu połowę Sokołowic za 300 grzywien.
Miejscowość odnotowana została także w rejestrach podatkowych. W 1510 w Sokołowicach było 15 łanów opuszczonych oraz folwark. W 1563 odbył się pobór podatków od 3 łanów, karczmy, dwóch komorników, dwóch kół młyńskich korzeczników (czyli młynów stojących na rzece) należących do dziedziców. W 1581 miał miejsce pobór podatków od 7 półłanków, 6 zagrodników, 3 komorników, 50 owiec wypasanych przez owczarza, młyna korzecznika o 3 kołach oraz wiatraka.
W latach 1548–1477 właścicielem we wsi był Wojciech Sokołowski syn Piotra Rosnowskiego. W latach 1548–1550 wydzierżawił Sokołowice na 3 lata Wojciechowi Poświątnemu. W latach 1554–1555 zapisał swojej żonie Annie Robaczyńskiej po 450 złotych posagu oraz wiana na połowie Sokołowic. W połowie XVI wieku wykupił on część majątków we wsi. W 1555 od Wojciecha Poświątnego połowę Sokołowic, którą tamten nabył od swej żony Katarzyny Sokołowskiej. W 1557 otrzymał od siostry Małgorzaty jej części Sokołowic oraz Żegrowa. 
Później właścicielami Sokołowa byli kolejno Zbąscy, Mielińscy, Borzęccy (w 1793) i Zabłoccy. W 1806 Antoni Onufry Skarzyński nabył Sokołowo od Zabłockich. W 1806 rozpoczęła się budowa dworu. Pod koniec XIX wieku sama wieś liczyła dwa domostwa i 19 mieszkańców, a majątek dworski Sokołowo, o pow. 640 ha 17 domostw i 202 mieszkańców, wyznania katolickiego. Niemiecką nazwą w tym czasie było Suckel. W latach 1975–1998 miejscowość położona była w województwie leszczyńskim. W 2011 roku liczyła 69 mieszkańców.

## Zabytki
W rejestrze zabytków Narodowego Instytutu Dziedzictwa umieszczono:
- zespół dworski, na który składa się dwór z 1806-1810, rozbudowany w 1848, budynki folwarczne, spichlerz, domek pszczelarza i park z poł. XIX wieku o pow. 3,02 ha[7][9]
- stodoły konstrukcji szachulcowej z poł. XIX wieku[9]

Według legendy pod figurą św. Jana Nepomucena pochowano ofiary epidemii.